# Mur
Pour les articles homonymes, voir Mur (homonymie).

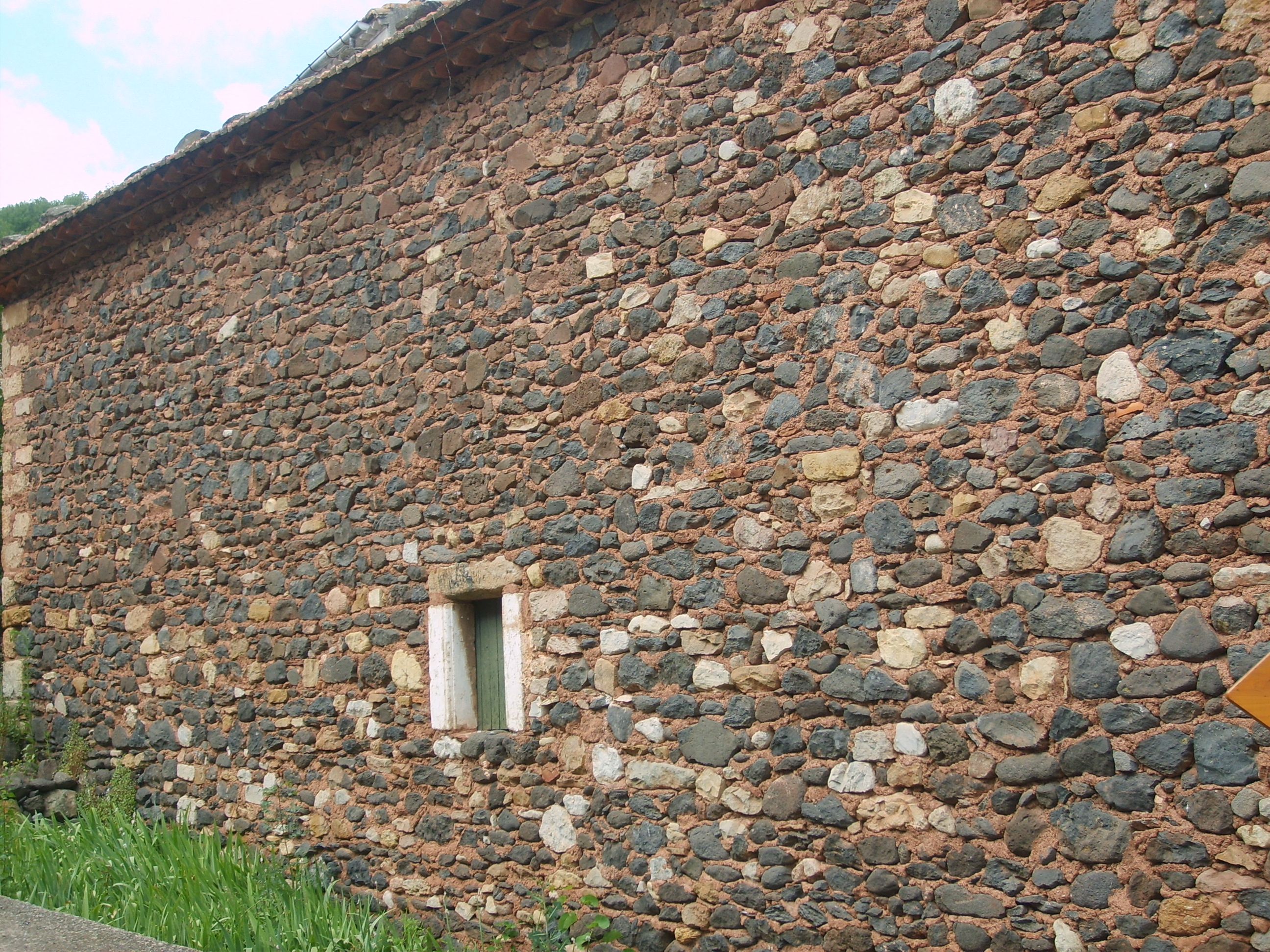
Mur gouttereau en maçonnerie de pierres rouges (ruffes), blanches et grises à Octon dans l'Hérault, France.

Un mur est une structure solide, faite de pierres, de briques, de parpaings ou d'un autre matériau, qui sépare ou délimite deux espaces. 
Dans les bâtiments, les murs forment les pièces. En plus de définir l'espace intérieur du bâtiment, leur utilité est en règle générale de soutenir les étages et la toiture.
En plein air, ils délimitent un espace, offrant une zone de sécurité contre les intrusions ou restreignant simplement la libre circulation des animaux ou des personnes. Certains murs ont une fonction de protection contre les effets naturels comme l'eau (on parle dans ce cas de digue ou de barrages).
Le mur peut avoir des fonctions symboliques (propriété, apparat) et/ou de protection et défense (mur d'enceinte, de forteresse, de prison).
Par extension, on qualifie de mur tout assemblage d'éléments de taille et de forme similaire (généralement rectangulaire) : mur de carreaux de verre, mur de télévisions. De la même manière, tout obstacle ayant une apparence relativement unie et infranchissable peut être qualifié de mur : mur d'eau (pour une vague très haute), mur de brouillard, mur de flammes ou de chaleur.

## Fonction
Un mur est un ouvrage destiné :
- à séparer deux pièces d'une habitation (mur de séparation, mur d'enceinte) ;
- à constituer un édifice, supporter la partie supérieure par des murs porteurs en façade ou en travers de la façade (le « mur de refend »), sauf pour le « mur-rideau » qui ne constitue que la séparation de la pièce avec la rue, qui est suspendu et ne porte rien dans certains immeubles ;
- à conforter un talus (mur de soutènement) ;
- à protéger une zone contre les éléments (digue, mur anti-avalanche…) ou contre le bruit (mur anti-bruit) ;
- à servir de support pour une œuvre picturale (fresque, graffiti, etc.) ou sculpturale (bas-relief, mur végétalisé, etc.) ;
- à permettre une pratique sportive (mur de pelote basque ou de tennis, mur d'escalade).

## Échelle
Un mur peut séparer deux pièces d'habitation, deux maisons mitoyennes, deux parcelles de terrain, deux affectations de terrain bien typées (pensons au mur des cimetières) voire servir de limite entre États. Un mur peut aussi préserver plusieurs bâtiments de leur environnement (mur d'enceinte).

### Murs de séparation

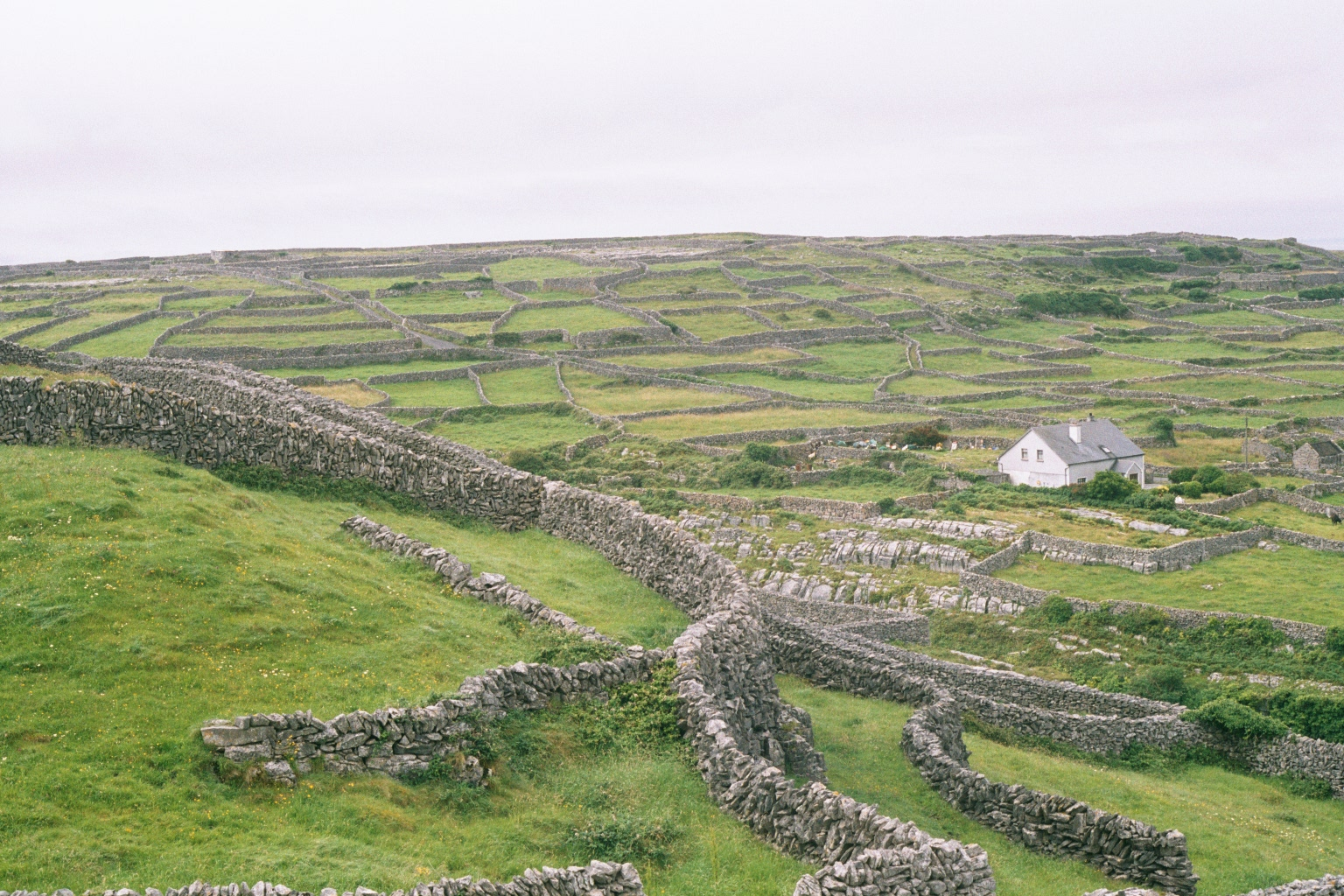
Murets de séparation, dits en « pierre sèche », c'est-à-dire maçonnés sans mortier, en Irlande

#### Murets
Un muret est une clôture artificielle formée au mieux par l'agencement méticuleux, au pire par l'empilement simple de pierres employées soit sèches, soit liées avec du mortier. Les murets sont apparus dans toutes les régions où s’est développée une agriculture sédentaire. Ils ont été construits moins, comme on le croit trop souvent, par la simple collecte et l’empilement des pierres éparses mises au jour par le travail du sol, que par le défonçage et l'épierrement massif de parcelles nouvellement créées.

#### Murs mitoyens
Un mur est mitoyen lorsqu'il sépare deux parcelles et appartient en copropriété aux deux propriétaires. La propriété et les charges inhérentes à l'entretien des mitoyennetés sont détaillées par le code civil français (cette notion de mitoyenneté n'existait pas dans le droit romain, car les maisons à Rome étaient isolées (insulae). Les rapports de mitoyenneté forcée n'existaient donc pas).
Un mur n'est pas mitoyen lorsque des titres notariés le prouvent ou que le mur est conçu d'une manière qui prouve qu'il n'est pas mitoyen. Sont alors présents les éléments suivants :
- un plan incliné : il y a marque de non mitoyenneté lorsque la sommité du mur est droite et à plomb de son parement d'un côté, et présente de l'autre un plan incliné placé afin que les eaux de pluie ne tombent que de ce côté. On suppose que le propriétaire de ce côté n'aurait pas consenti à recevoir seul les eaux, si le mur avait été mitoyen. Dans ces cas, le mur est censé appartenir exclusivement au propriétaire du côté duquel est l'égout.
- un chaperon. C'est le sommet du mur formant un plan incliné ordinairement de chaque côté : s'il n'existe que d'un seul côté, le motif indiqué pour le plan incliné fait de la même façon naître la présomption de non mitoyenneté.
- des filets. C'est la partie du chaperon qui déborde le mur et facilite la chute de l'eau, sans dégradation du mur : même raison.
- des corbeaux. Ce sont des pierres en saillie qu'on plaçait dans le mur en le construisant, afin de poser des poutres dessus, lorsque par la suite on voulait bâtir ; celui qui s'est ainsi réservé de bâtir sur ce mur doit en être seul propriétaire. Il ne faut pas confondre ces corbeaux avec les harpes ou pierres d'attente, qu'on fait saillir du côté du voisin, pour que, s'il vient à bâtir à son tour, les deux maisons se trouvent liées ensemble[2].

### Murs d'enceinte et fortifications

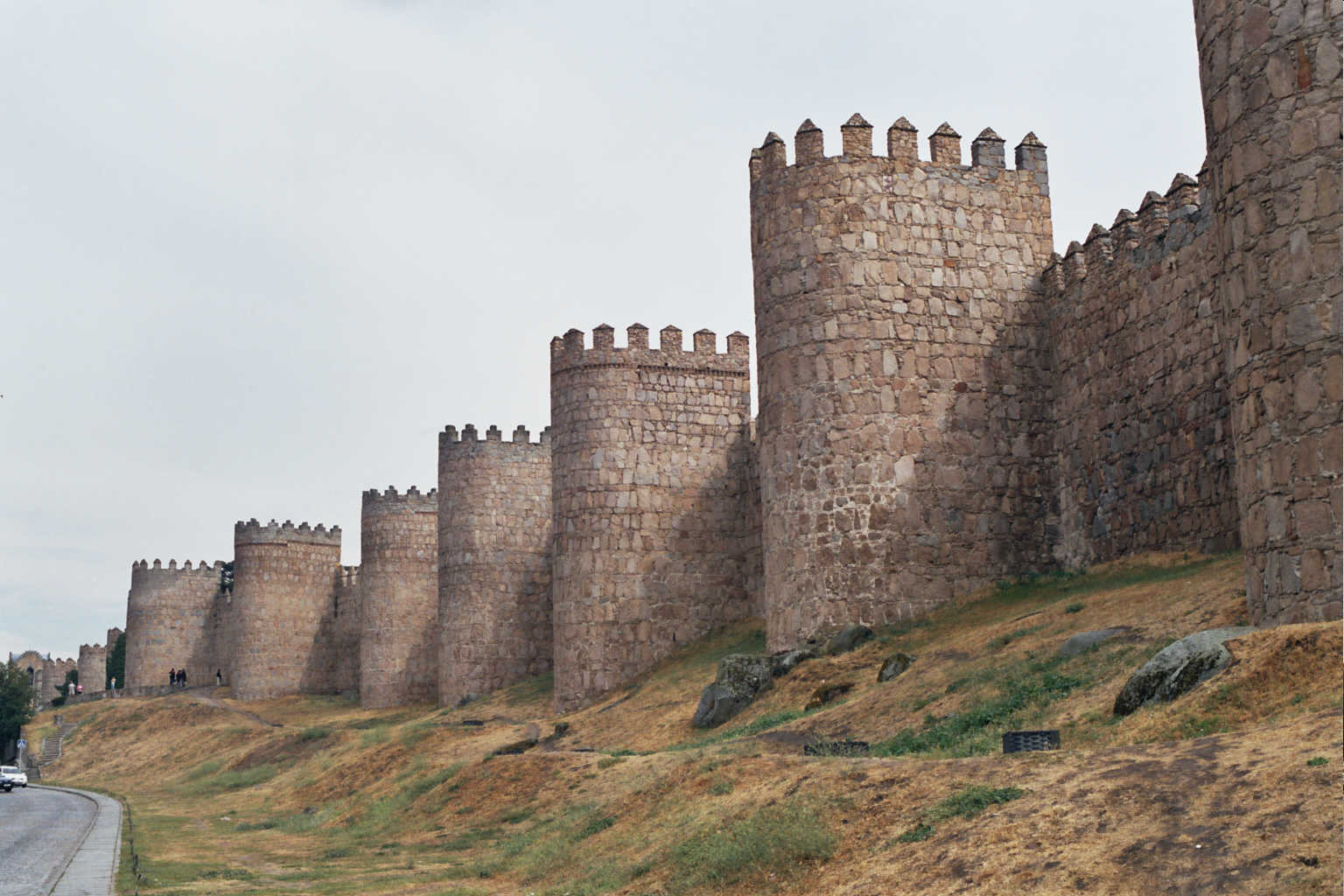
Muraille d'Ávila

Une muraille est un mur de grande hauteur destiné à protéger un ensemble de bâtiments par leur enceinte. La fortification désigne les ouvrages de défense eux-mêmes, ainsi que l'art militaire d'utiliser de tels ouvrages de défense dans le but de renforcer une position ou un lieu contre une attaque.

### Limites entre États

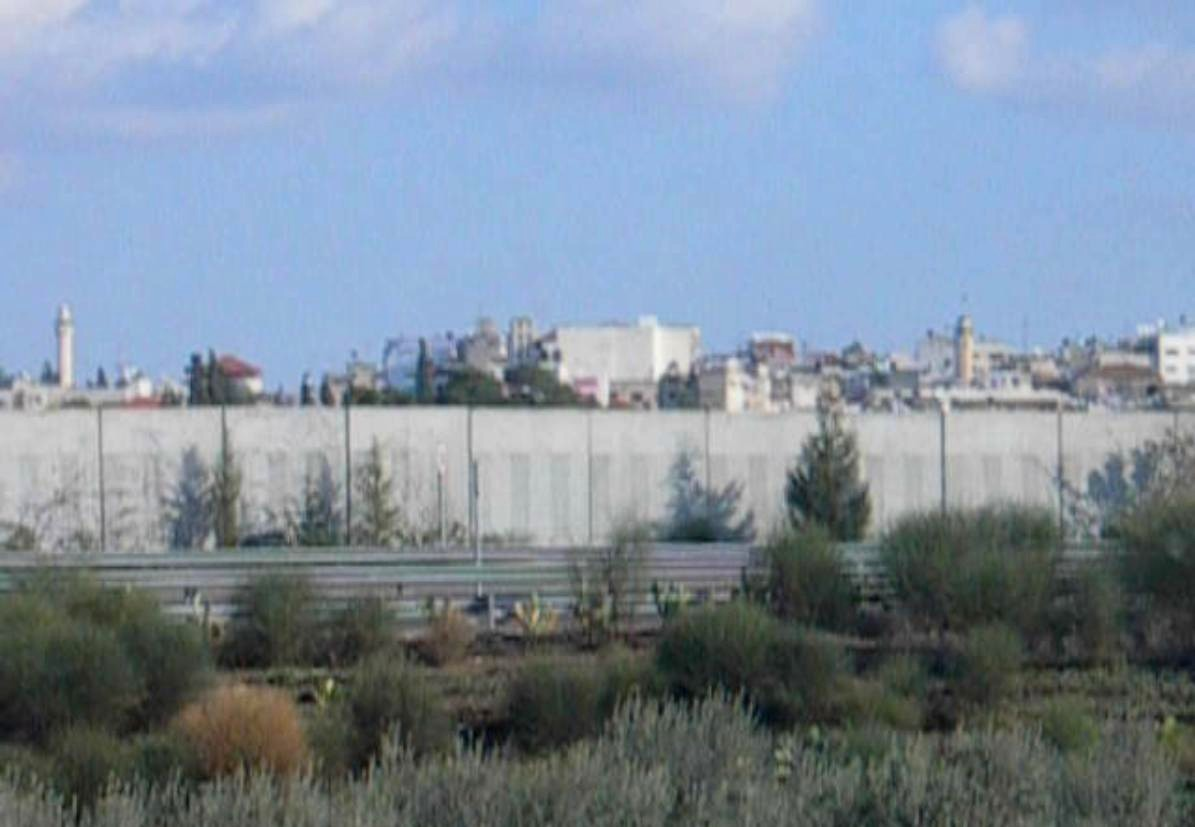
Mur en Cisjordanie séparant physiquement les Palestiniens des Israéliens

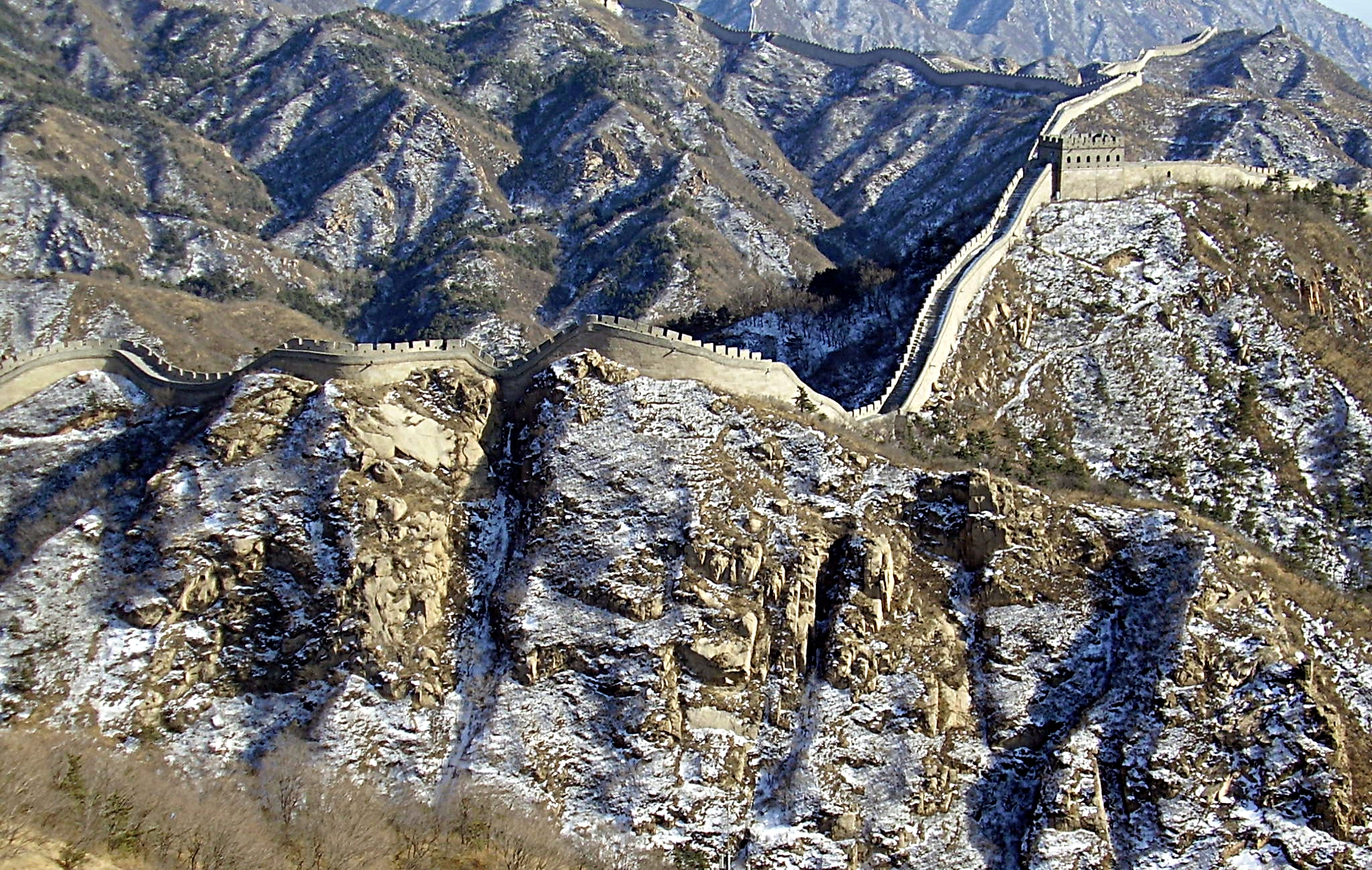
Grande Muraille de Chine

Au cours de l'Histoire, de nombreux murs aux dimensions exceptionnelles ont été édifiés (voir Liste des murs). En voici quelques exemples :
- Grande Muraille de Chine (Chine)
- Mur d'Hadrien (Angleterre)
- Mur d'Antonin (Écosse)
- Mur des Fermiers généraux (France)
- Mur de Berlin (Berlin)
- Barrière de séparation israélienne (mur de sécurité construit par l'armée israélienne et divisant la Cisjordanie en deux zones: l'une revendiquée par Israël et l'autre restant dans les Territoires palestiniens disputés).

Le Mur de l'Atlantique (France), la ligne Maginot (France) et la ligne Siegfried (Allemagne) étaient en fait des lignes de places fortifiées (blockhaus) distantes les unes des autres, et non des constructions continues.

## Cycle de vie d'un mur

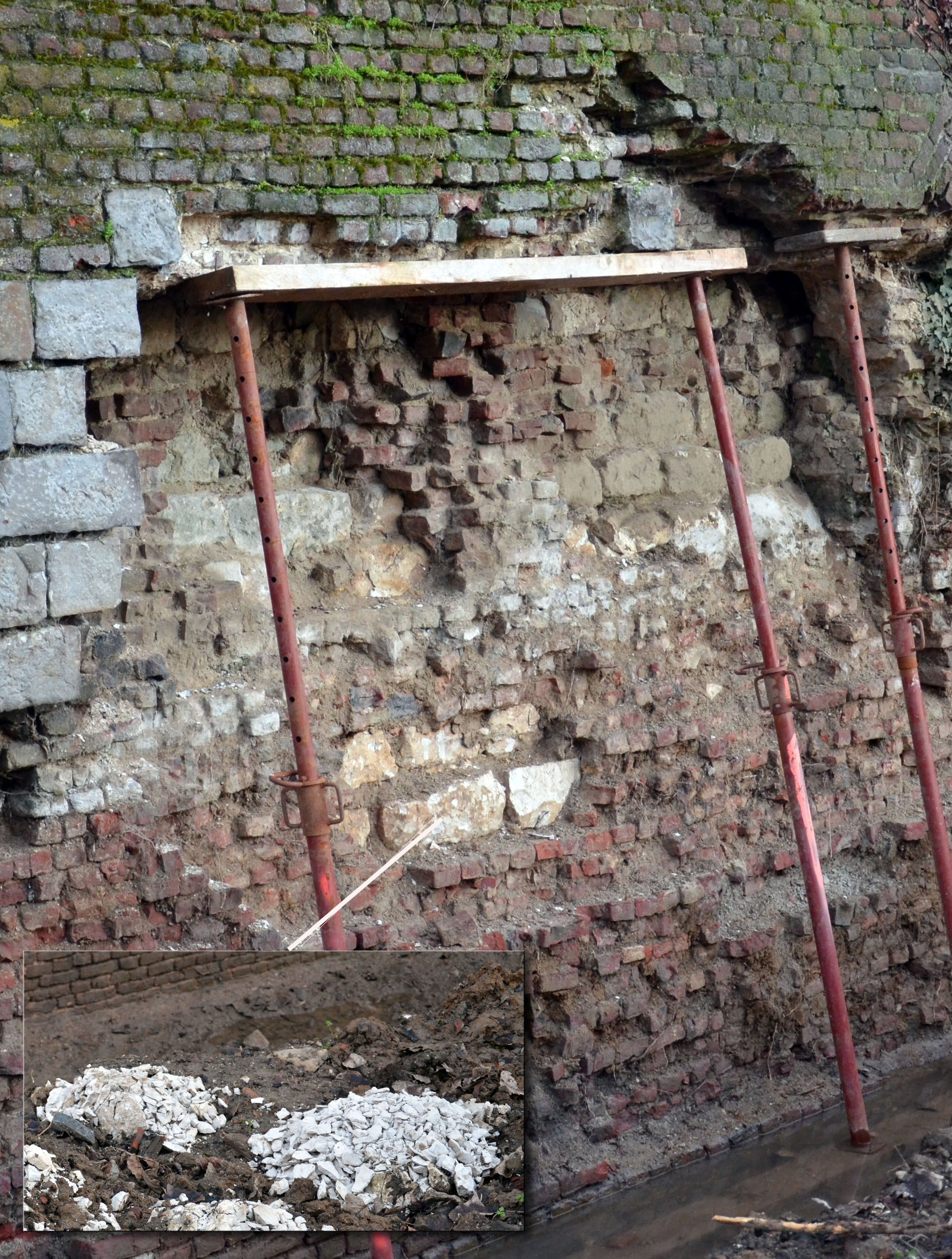
Appareillages de pierre et brique, avec quelques moellons de calcaire blanc, protégés du gel dans la profondeur de ce mur (d'une citadelle construite selon les instructions de Vauban). Une partie des briques brisées l'ont été sous l'effet du gel (cryoclastie), alors que -trop poreuses- elles étaient gorgées d'eau. Les briques et pierres de grès dur, bien plus solides constituent la partie externe du mur. Le médaillon en bas à gauche montre des pierres d'un calcaire crayeux qui se sont délitées sous l'effet du gel, en quelques jours

Dans les maçonneries les pierres, les briques et les mortiers s'écaillent, s'égrènent ou pourrissent par suite de l'action du temps aidée de celle des intempéries, de l'atmosphère et particulièrement du gel (cryoclastie). Les joints se dégarnissent de mortier et l'on voit aussi les pierres se fendre, s’épaufrer ou éclater par suite de tassements irréguliers d'une mauvaise répartition des charges ou de défauts cachés quelquefois aussi par l'effet de la germination des plantes dont les graines emportées par les vents se sont déposées dans les joints de maçonnerie. D'autres fois des filtrations d'eaux pluviales ou des tassements irréguliers font séparer les parements du corps des maçonneries. Ils se bombent prennent du ventre comme on dit en termes du métier puis finissent par tomber par grandes parties. D'autres fois encore ce sont les fondements qui manquent, des tassements totalement imprévus se manifestent dans le terrain et entraînent le déchirement le déversement et parfois la chute des maçonneries. Ailleurs les mêmes effets sont produits par la destruction lente et graduelle du système de fondations (semelle, radier, pieux) utilisés pour suppléer au manque de solidité du sol. Parfois le terrain attaqué et miné par les eaux, les influences atmosphériques cesse à la longue d'offrir aux maçonneries un appui suffisamment solide. Des chocs extérieurs et purement accidentels, l'incendie et les moyens destructeurs que l'homme a à sa disposition sont encore autant de causes qui apportent leur contingent aux détériorations qui atteignent les maçonneries même les mieux faites et les plus solides.
Une bonne conception dès le départ, la prise en compte de la nature du sol, de l'exposition du mur aux intempéries, le soin apporté au choix des matériaux, aux techniques mises en œuvre, à la finition des surfaces, l'entretien apporté au cours des ans, le soin apporté aux rénovations et aménagements successifs sont déterminants pour la bonne tenue du mur dans le temps.

## Efficacité d'un mur
Le mur est techniquement efficace, c'est-à-dire qu'il doit remplir la fonction qu'on lui assigne. Certains murs ont fait les frais de ce qu'ils n'étaient plus techniquement efficaces: par exemple les fortifications successives de nos villes qui ont dû s'adapter aux progrès de l'artillerie.
Dans les sociétés dites « développées » et de par les objectifs environnementaux que se sont fixés les États dans le cadre du Protocole de Kyoto, le mur devient un objet technique et marketing sophistiqué, composite, qui en plus d'assurer la stabilité du bâtiment doit isoler thermiquement, acoustiquement, assurer l'étanchéité à l'humidité, voire l'étanchéité à l'air dans le cas d'une ventilation mécanique contrôlée.

## Composition
La composition d'un mur est décidée généralement par la disponibilité en matériaux, le niveau de technique, la fonction, l'environnement, etc.

### Disponibilité des matériaux
Le mur peut être construit par assemblements de troncs ou planches, en terre banchée, par simple empilement de matériaux, (appareil de pierres sèches), par assemblage (appareillage) de matériaux (murs en pierre, en brique crue ou cuite, en bloc de béton) avec un liant (ciment, mortier, torchis) ou d'un seul tenant (mur coulé en béton ou en béton armé dans un coffrage).

#### Histoire

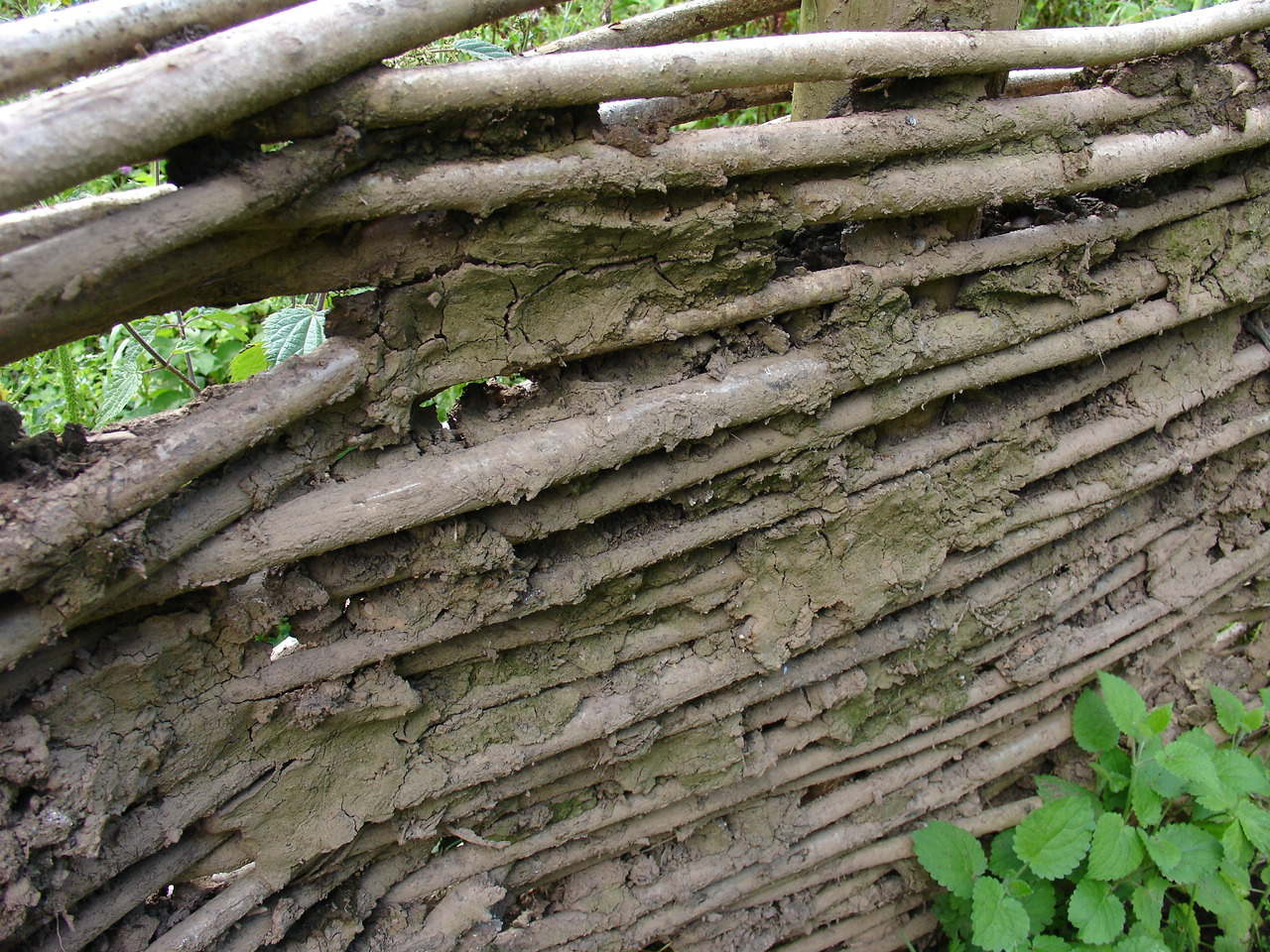
Reconstitution d'un mur celtique en fascines de saule, recouvertes de terre argileuse. Ce type de mur est entièrement biodégradable

Le bois, le feuillage et les peaux d'animaux furent les premiers constituants de l'architecture naissante des pays tempérés. Pour les régions du globe où la végétation est rare, ainsi pour la plupart des rivages méditerranéens, ce fut l'argile qui fut le matériau le plus utilisé. On retrouve par la suite l'argile et le bois associés, dans une architecture plus mûre, constituant les structures dites à maison à pans de bois.
Beaucoup de techniques utilisées dans les temps anciens se retrouvent encore pratiquées en France au XVIIIe siècle et jusqu'à nos jours. Ainsi en 1825 aux environs de Paris, à côté d'une architecture prestigieuse qui utilise abondamment la pierre, les bâtiments ruraux sont construits en torchis (charpente dont les interstices sont remplis avec de la terre argileuse mêlée de foin ou de paille), avec de la bauge (terre d'argile, mêlée de paille, construction qui a l'avantage de réserver le bois pour les ouvrages où son emploi est indispensable), avec de la terre sèche battue au pisoir, ou avec des briques desséchées au soleil (adobe). On utilise aussi du caillou silex, des pierres de lest (en bord de mer) ou des blocs marneux (prélevés sur les rives de la Seine) posés en mortier de chaux et sable, ou simplement avec de la poudre marneuse délayée à consistance de mortier.
La manière traditionnelle d’assurer la verticalité d'un mur est d'utiliser un fil à plomb ou son équivalent.

#### Typologie
L'étude de l'ethnologue, qui parlera éventuellement d'« écran » par opposition à l'ossature, conduit à dégager une typologie constructive de murs dans laquelle est allé puiser l'humanité depuis des temps très anciens: c'est le vocabulaire des vernaculaires, rurales et urbaines, partout dans le monde, toutes époques confondues.

##### Les écrans de matières minérales autoporteurs et porteurs
On distingue :
- abris de neige (igloo, etc.) ;

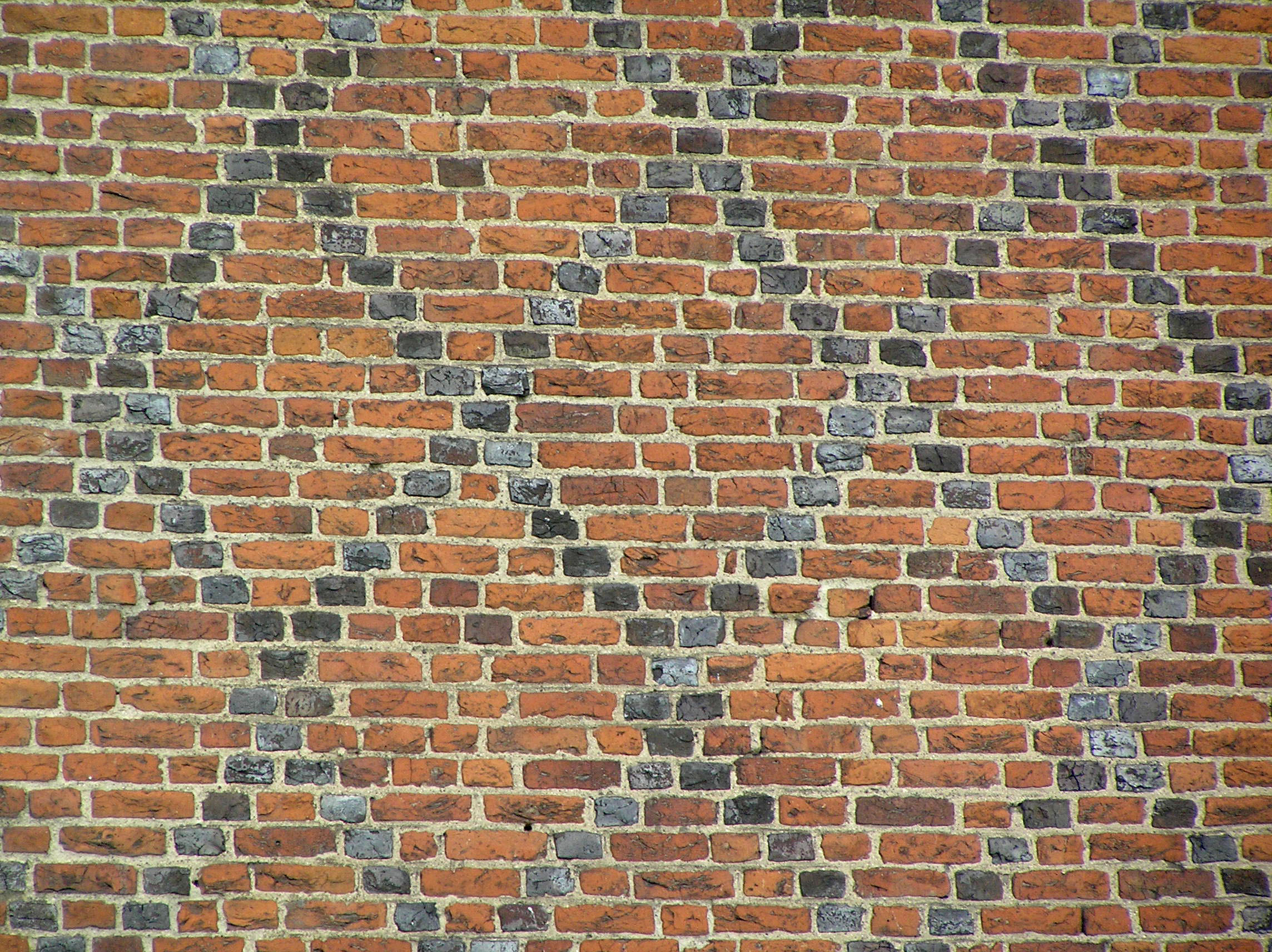
Briques de terre cuite polychromes, Radzyń Chełmiński (Pologne).

- parois creusées (Habitat troglodytique) ;
- obstacles de terre damée : couches successives damées de la terre extraite par creusement. On parle plus de talus ;
- mur de terre banchée : Terre compactée avec un pisoir entre des banches (Pisé, Béton coffré) ;
- murs de motte de terre ;
- murs de brique crue modelées ;
- murs de brique crue moulées ou adobe ;
- murs de brique cuite ;
- murs de pierre sèche ;
- murs de pierre liées au mortier ;
- murs de pierres de lest ;
- murs de bloc de béton (parpaing).

##### Les écrans de matières minérales portés, placés sur des ossatures
On distingue :

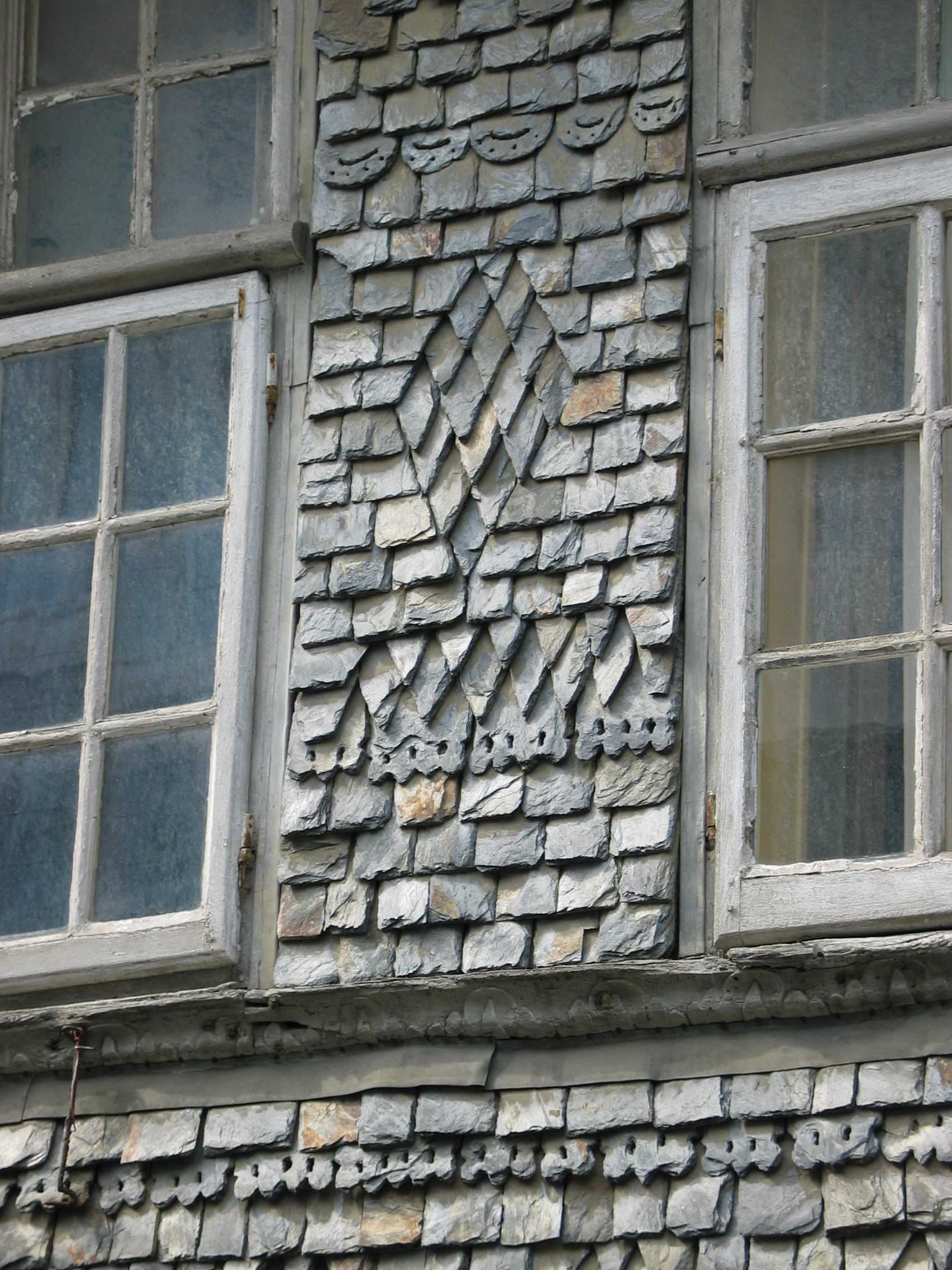
Parement en ardoise à Lannion-Région Bretagne.

- enduit, plâtre, ciment, plaque de plâtre ;
- ardoises, tuiles accrochées via des agrafes, clous, sur un lattage ou un voligeage.

##### Les écrans de matière végétale
On distingue :
- haies

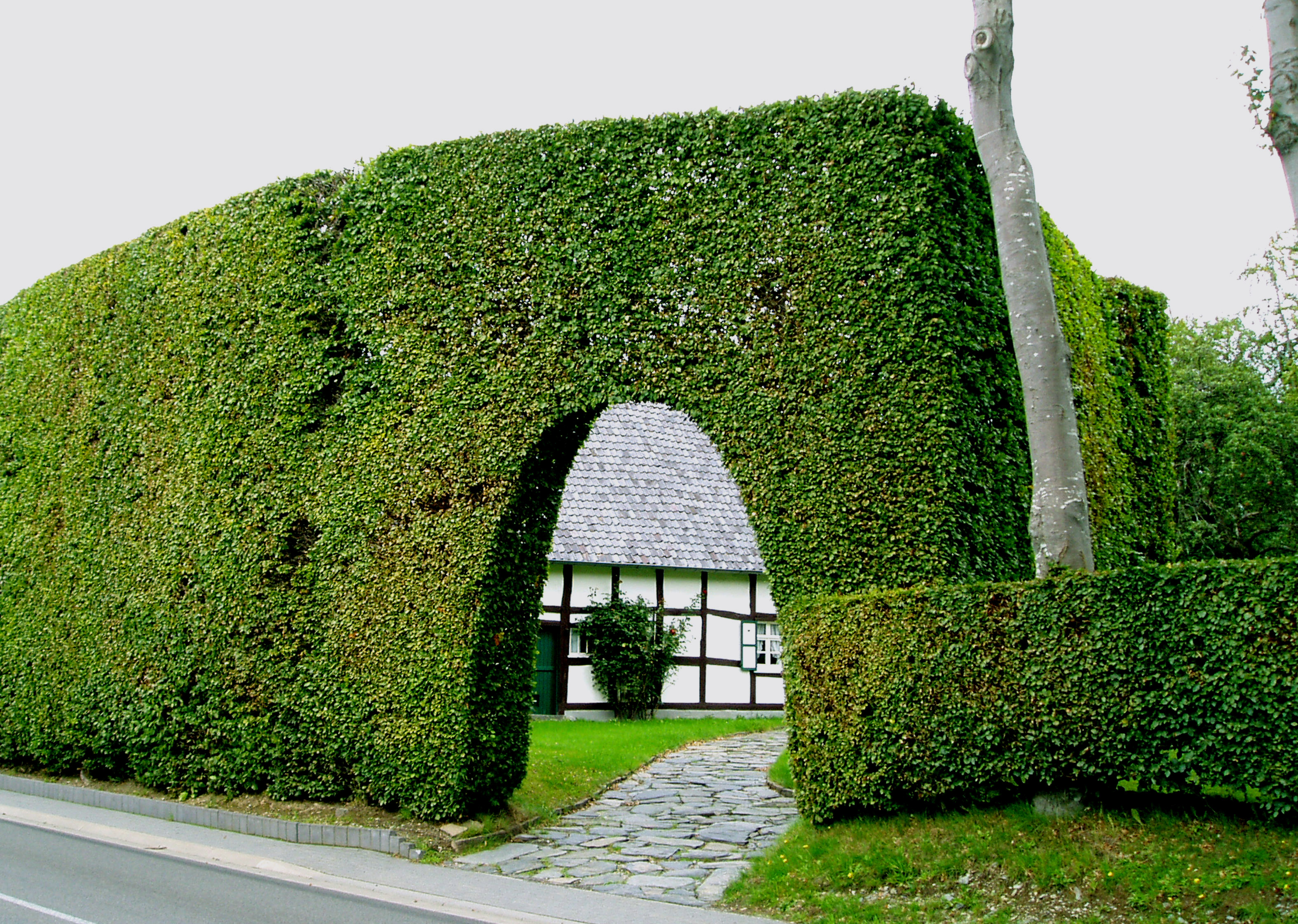
Charmille en Allemagne

- murs de mottes de gazon ou de tourbe
- amas de broussaille
- écrans de gerbes
- écran de feuille
- nattes
- claies et palissades en treillage
- Palis, panneaux de tiges juxtaposées
- cloison de planches
- murs de madriers et de rondins

##### Les écrans de matière animale
On distingue :
- les écrans de peau
- les poils tissés
- la laine nouée
- le feutre (yourte)

### Aspects hygrométriques
En Europe, la composition et l'épaisseur du mur ont été dictées par des impératifs d'étanchéité. Le mur devait être suffisamment épais et suffisamment étanche pour qu'entre deux saisons successives de temps pluvieux, le mur ait le temps de sécher suffisamment pour qu'à aucun moment l'humidité du mur ne parvienne jusqu'à la face intérieure du mur. Utilisant de la pierre ou de la brique les murs devaient être très épais. Pour remédier à cet inconvénient quatre compositions de mur extérieur se sont constituées :
- le crépi sur mur plein, dans les pays les plus secs ;
- le mur plein à peau étanche à l'eau et à la vapeur d'eau, par apposition d'une lame de pierre, de céramique ou d'un matériau synthétique ;
- le mur creux. Le parement extérieur est séparé du bloc intérieur, porteur ou non, par une coulisse ventilée, dans laquelle, plus tard s'insérera un isolant voire un pare-vapeur ;
- le bardage en écaille de bois d'ardoise ou de terre cuite.

### Aspects thermiques
En termes de « transmission de chaleur » le mur est appelé paroi.
Le premier choc pétrolier en 1973, accouche dans les climats froids et tempérés, et surtout dans les pays occidentaux, d'un nouveau type de construction faisant un usage intensif de l'isolation thermique. Sa mise en pratique impose de telles contraintes constructives que sa mise en œuvre ne se fait pas immédiatement de manière rigoureuse. Dans les murs en contact avec les ambiances extérieures, un isolant est placé entre une couche intérieure souvent porteuse et une couche extérieures qui sert de parement.
- C'est une aberration technologique que ne manquent pas de souligner certains ingénieurs[7]: les deux couches de matériaux subissent des dilatations thermiques différentes, ce qui mène généralement à la fissuration des parois.
- les couches située au-delà de l'isolant vers l'extérieur deviennent à la limite superflues[8] en termes d'isolation et de stabilité tout du moins. Hormis le cas des enduits qui s'appliquent sur l'isolant, elles démultiplient les fixation et les agrafes.
- pour les bâtiments isolés qui s'appliquent à perpétuer une esthétique héritée du passé, dans l'utilisation d'une lame de pierre de faible épaisseur placée en parement, les éléments d'ornementation (corniche, bandeaux,pilastres, etc.) augmentent les sources de problèmes, d'étanchéité notamment et le coût du mètre carré de façade. Conséquence : dans certains bâtiments la peau extérieure devient lisse[7].

Pour répondre à cette nouvelle gageure de l'isolation, l'industrie a fabriqué des produits: plaques de granit de 15 mm d'épaisseur, méthodes constructives d'assemblage avec des parements de 6 mm d'épaisseur, etc.. D'autres matériaux sont envisagés comme solution de bardage. Le bois employé en bardage extérieur pourrait être une solution performante, de même que le verre ou les panneaux de fibre ciment.
Avec le Protocole de Kyoto en 1997, visant à la réduction des émissions de gaz à effet de serre, les états s'arment d'une batterie de règlements visant à améliorer la performance énergétique des bâtiments et ainsi diminuer leur dépendance aux sources d'énergies fossiles.
Les murs et sont désormais l'objet de calculs savants: la caractérisation des matériaux permet de déterminer pour chaque composant du mur, la conductivité thermique (λ), l'aptitude du matériau à retenir ou non la chaleur. Cette valeur est déterminante dans le calcul du coefficient de transmission thermique (U) d'un mur qui permet de quantifier l'isolation thermique d'une paroi :
- Plus le matériau est isolant, plus λ est faible.
- Plus le mur est isolé, plus U est faible.

#### Inertie thermique du mur
D'autre part, un mur massif contribue à l'inertie thermique du bâtiment, c'est-à-dire sa capacité à conserver la chaleur. Le mur Trombe, invention de Félix Trombe, un mur capteur qui accumule le rayonnement solaire du jour et le restitue pendant la nuit tire profit de cette inertie et de l'énergie solaire passive.

#### Organe de chauffe

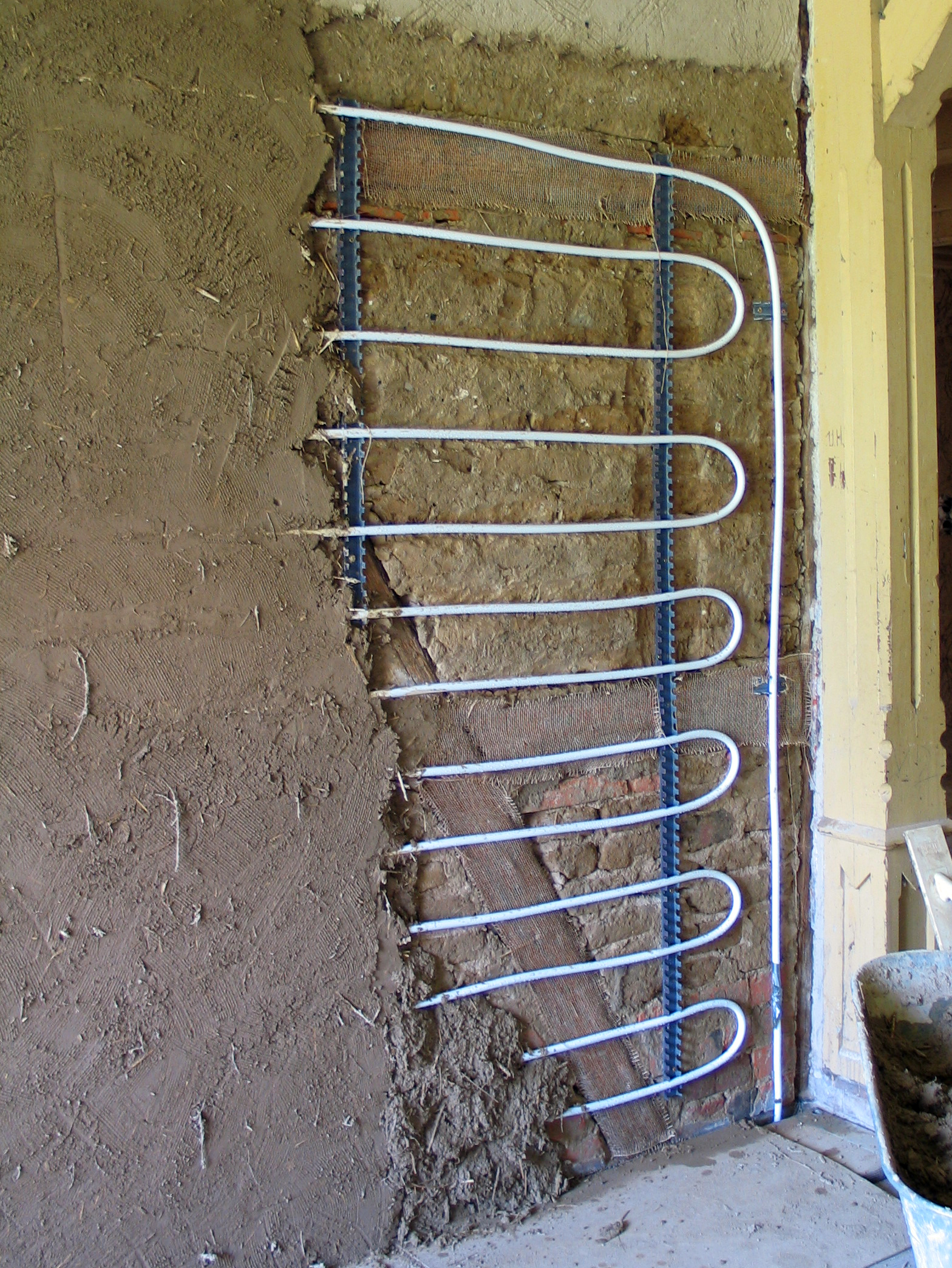
Mur intégrant un serpentin pour le chauffage.

Un mur peut également devenir un organe de chauffe lorsqu'il est parcouru par un circuit de chauffage sur sa face intérieure.

#### Apport solaire
Les murs offrent une grande surface d'exposition au soleil. Lorsque le mur est paré de panneaux solaires photovoltaïque, il peut être générateur de l'énergie électrique.

### Stabilité
Lorsqu'il a une fonction structurelle ou lorsque son poids et la nature du sol l'exigent, le mur repose sur un système de fondation.
Pour un bâtiment, on applique principalement le terme à un mur porteur ayant une fonction statique dans une construction et destiné à porter une charge, notamment la charpente et les planchers. Une distinction s’opère lorsque le mur est placé en façade, on parle de mur de contre-façade, et lorsqu'il est placé perpendiculairement à la façade, à l'intérieur du bâtiment, formant ainsi contrefort, on parle de mur de refend.
Les matériaux maçonnés les plus courants sont :
- le bloc de béton lourd ou léger (bloc d'argile expansée ou bloc de béton cellulaire
- les briques et les blocs de terre cuite, silico-calcaire, les blocs de terre cuite lourds ou allégés
- les pierres naturelles
- le béton armé coulé en place sous forme de voile
- le béton armé coulé en panneaux préfabriqués amenés sur chantier

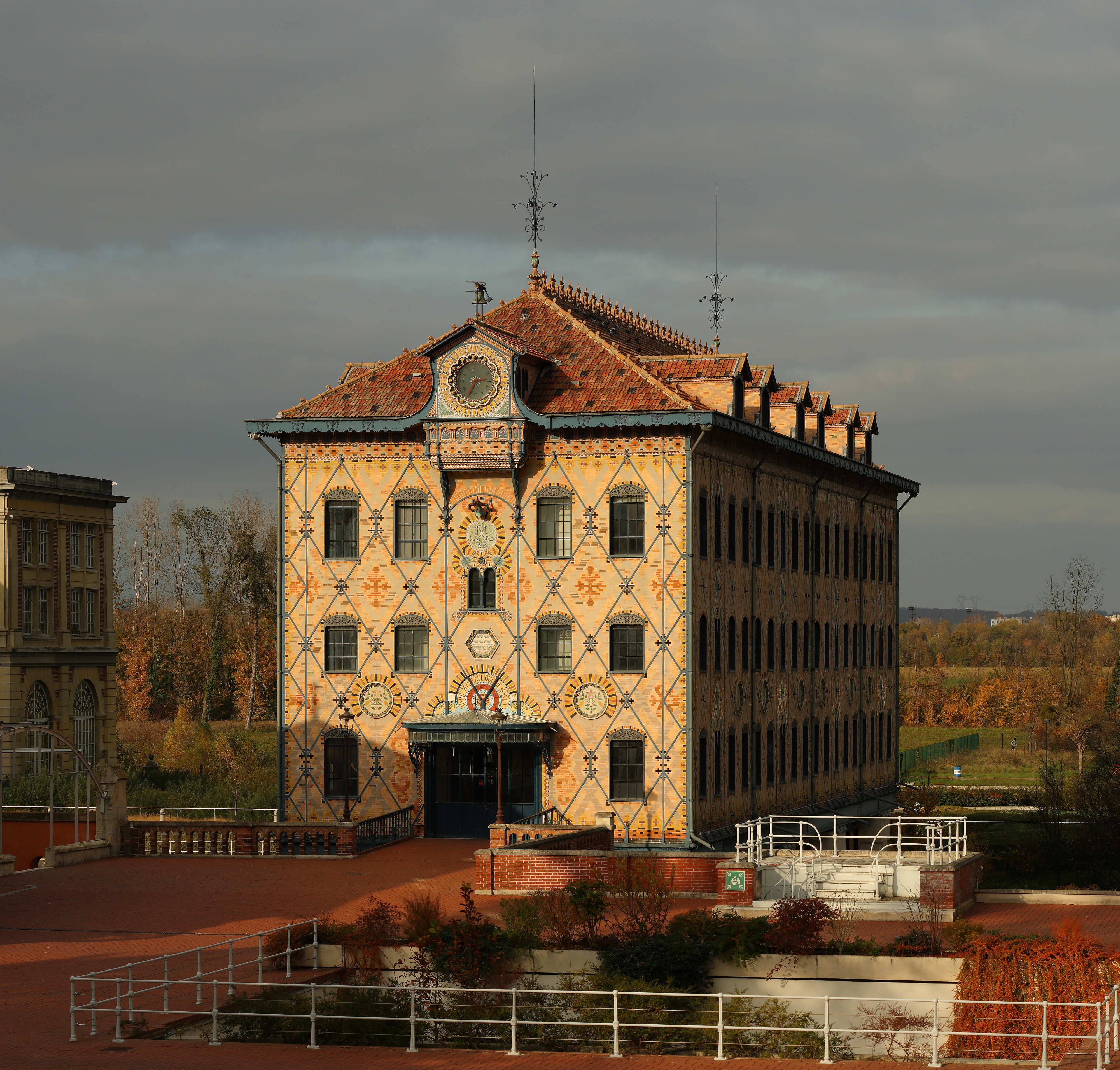
Chocolaterie Menier (Moulin Saulnier à Noisiel) Ossature acier, remplissage en brique

Dans un autre type d'architecture, la fonction structurelle est réalisée par une ossature de poutres et poteaux en bois, en acier ou en béton. Les murs n'ont pas d'autre fonctions que de fermer les espaces et ont valeur de remplissage.
Pour un mur intérieur sans fonction de soutènement et destiné uniquement à la séparation de pièces, on parle plutôt de cloison. Dans ce cas, il peut être réalisé avec des matériaux plus légers et moins résistants comme des briques de plâtre ou, pour une meilleure isolation sonore et thermique, des cloisons « sandwich » en plaque de plâtre montées sur une armature en métal ou en bois.
Pour améliorer ses performances mécaniques, le mur peut être renforcé par des contreforts, éventuellement transformés en élément décoratif. Autrefois, pour assurer la stabilité, les murs étaient souvent d'épaisseur décroissante, du bas vers le haut.

## Ornementation
Un mur qui n'est pas entièrement aligné mais comporte des renfoncements en creux à certains endroits fournit pour son ornement architectural des niches à statues, des renfoncements pour arcatures.
Un mur bas, supportant ou non d'autres éléments de séparation d'espaces est appelé « muret ».

## Ouverture
Le mur est percé de baies qui peuvent être des portes ou des fenêtres (dans le cas des murs extérieurs). Un mur extérieur sans ouverture est dit « aveugle ».

## Murs et biodiversité

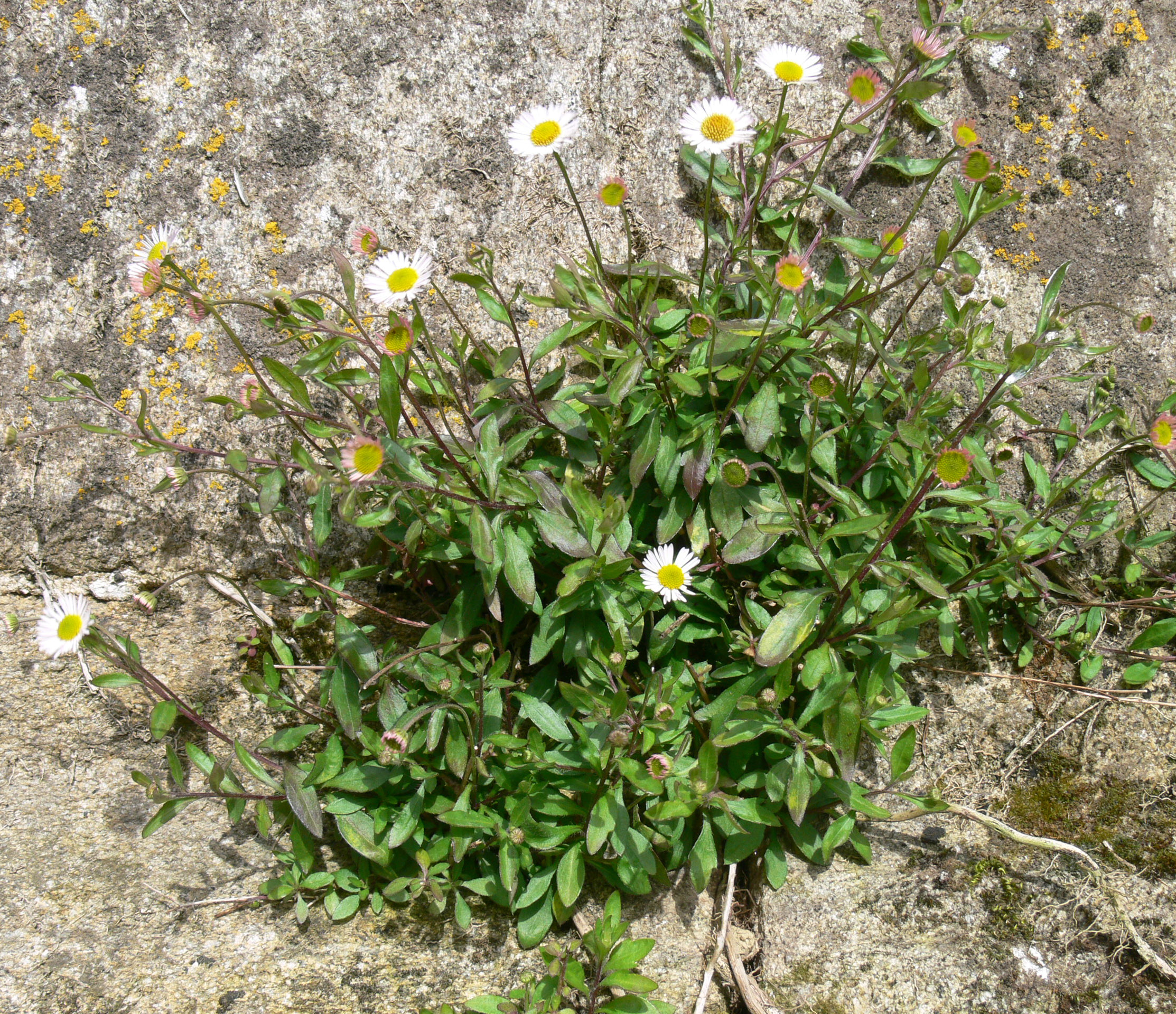
Forme muricole d'érigéron (Erigeron karvinskianus) (ici en Bretagne, France)

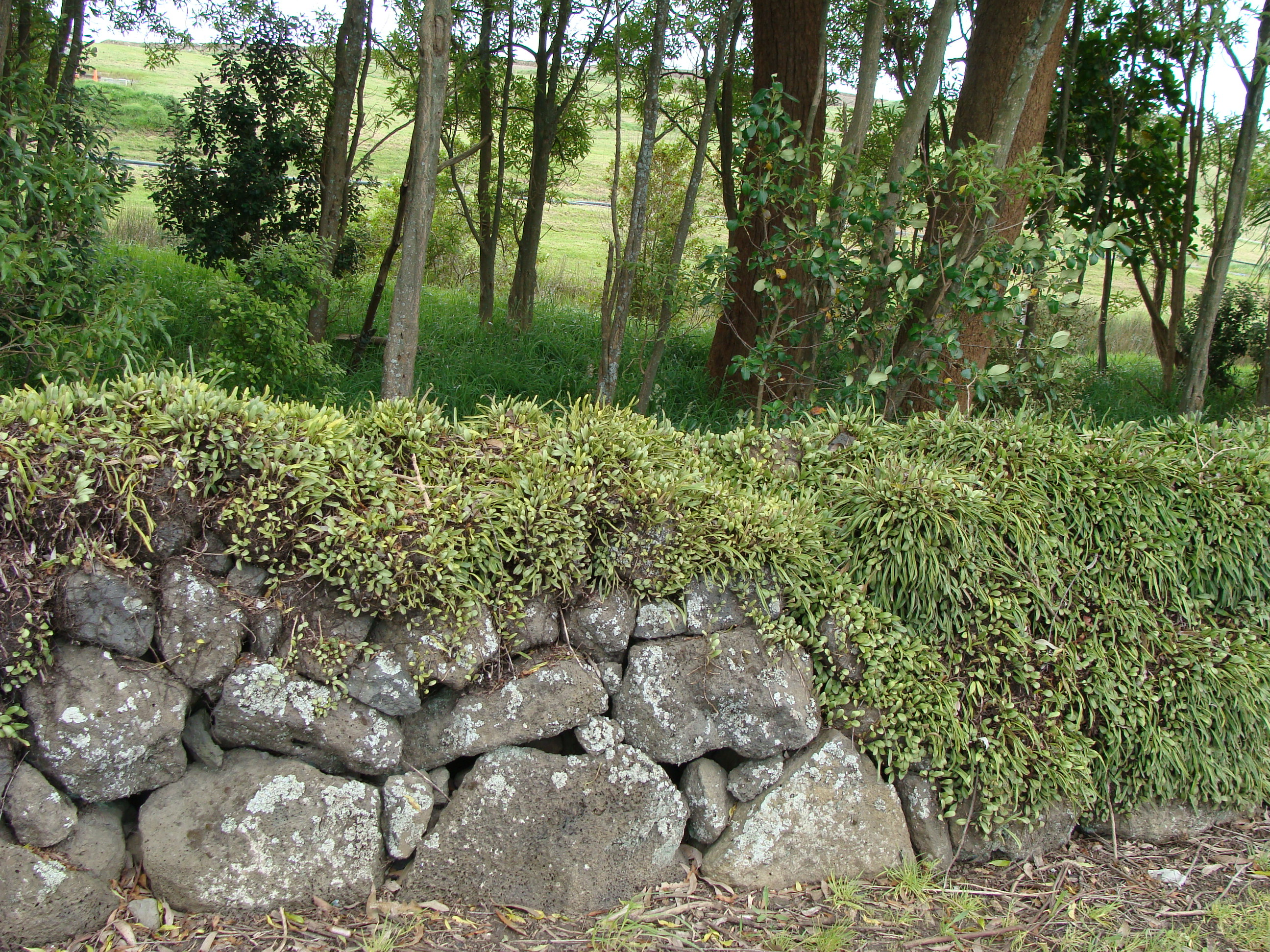
Green Hill, Volcan près de Auckland, Nouvelle-Zélande

Plus récemment, on a aussi attribué au mur des vocations environnementales. Le mur peut, en effet, contribuer à préserver ou améliorer la biodiversité (faune et flore), en particulier dans le cas des murets et murs de pierres sèches. Des murs artificiellement végétalisés sont aussi conçus pour leur aspect décoratif.
Un mur de pierre sèche surtout associé à une haie et/ou un fossé, ou tout mur humide et/ou riche en anfractuosité peut constituer un habitat de substitution pour de nombreuses espèces des parois rocheuses.
La flore (mousses, lichens, fougères et plantes supérieures) qui poussent naturellement sur les murs ou dans leurs anfractuosité et certaines espèces animales (Lézard des murailles par exemple) sont dites muricoles (ou cavernicoles lorsqu'elles vivent dans l'intérieur même des murs, dans les cavités).
Celles qui vivent sur l'extérieur des murs sont généralement aussi xérophiles, c'est-à-dire supportant de longues périodes de sécheresse.
En mesurant la quantité de plante et d'animaux présent sur un mur, on peut lui attribuer un indice de biodiversité muricole ou murale (« IBM »).
Inversement, un mur haut et long, bien jointoyé (type « muraille de Chine ») est infranchissable pour de nombreuses espèces. Il peut alors générer des impacts importants en termes de fragmentation écopaysagère

## Expressions

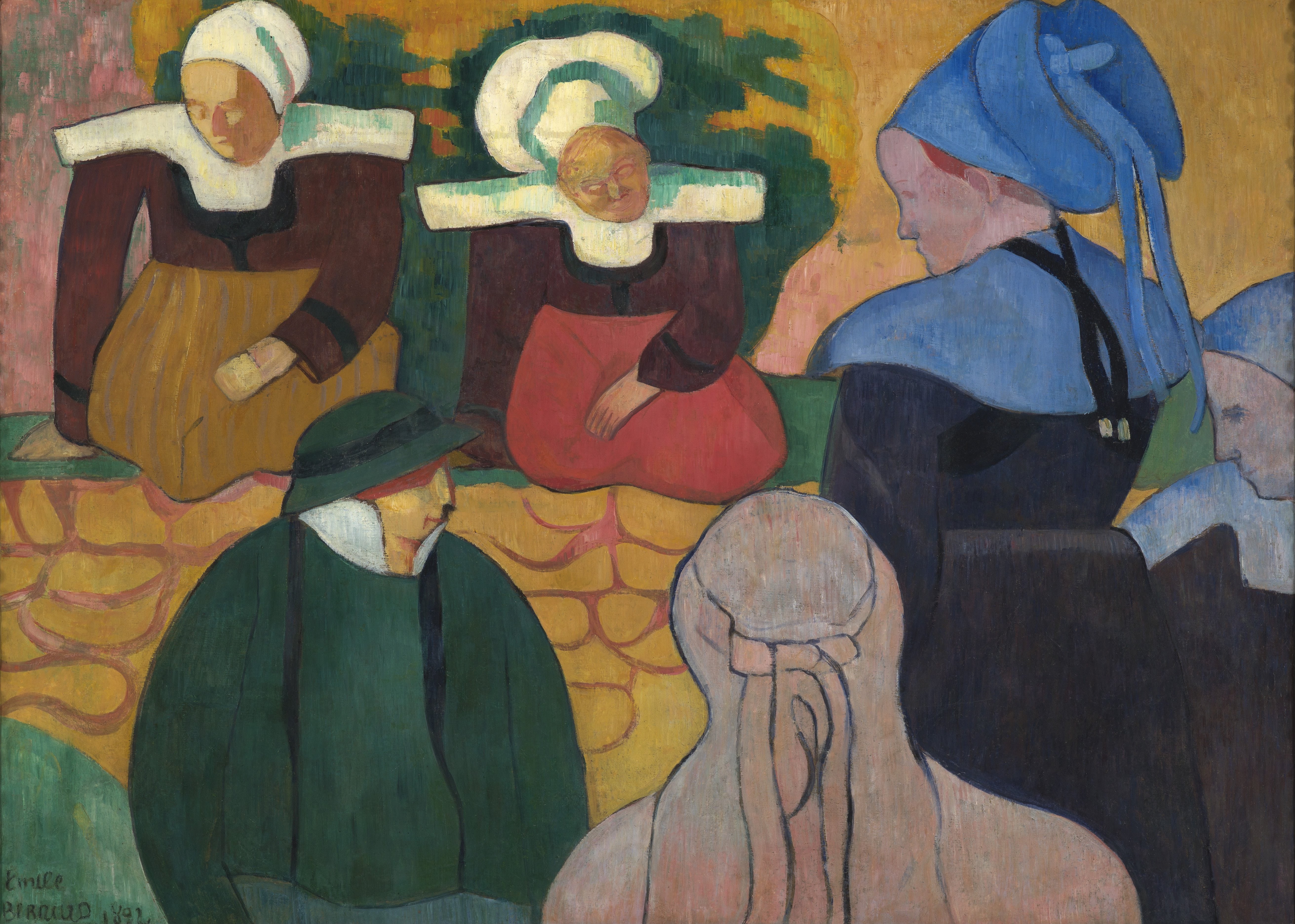
Femmes bretonnes devant un mur, peinture d'Émile Bernard (1892).

- « Mettre au pied du mur » : forcer quelqu'un à faire face à une situation inconfortable
- « Être dos au mur » : ne plus pouvoir reculer, être obligé de faire face ou ne pas avoir d'alternative possible.
- « Coller quelqu'un au mur » : le fusiller
- « Se heurter à un mur » : être en butte à une difficulté insurmontable
- « Se heurter à un mur d'incompréhension » : être en butte à l'incompréhension de l'ensemble de ses interlocuteurs au point d'en être réduit à ne plus pouvoir agir
- « Aller (droit) dans le mur » : prendre des décisions ou agir d'une manière qui ne peut que faire échouer son entreprise
- « Entre quatre murs » : être enfermé
- « Faire le mur » : quitter subrepticement (et généralement en escaladant le mur d'enceinte) un lieu que l'on n'est pas censé quitter
- « Les murs ont des oreilles » : l'absence apparente de témoins n'est pas une garantie de confidentialité…
- Le « mur du silence » : situation où tous les témoins d'un fait refusent de livrer leurs informations (généralement en raison de pressions qu'ils subissent).
- le « mur du son » : en aéronautique et en physique, désigne la vitesse du son dans un milieu, dont on a longtemps cru qu'elle était impossible à dépasser.
- se taper la tête contre les murs : ne pas savoir comment résoudre un problème.

(Voir Mur symbole).

## Dans la culture
- Les grands murs suscitent l'admiration à travers la mémoire des hommes et se dotent de surnaturels récits pour les magnifier comme la célèbre enceinte qui pour le roi Laomédon, fut bâtie par les dieux Apollon et Poséidon pour rendre imprenable Troie[11].

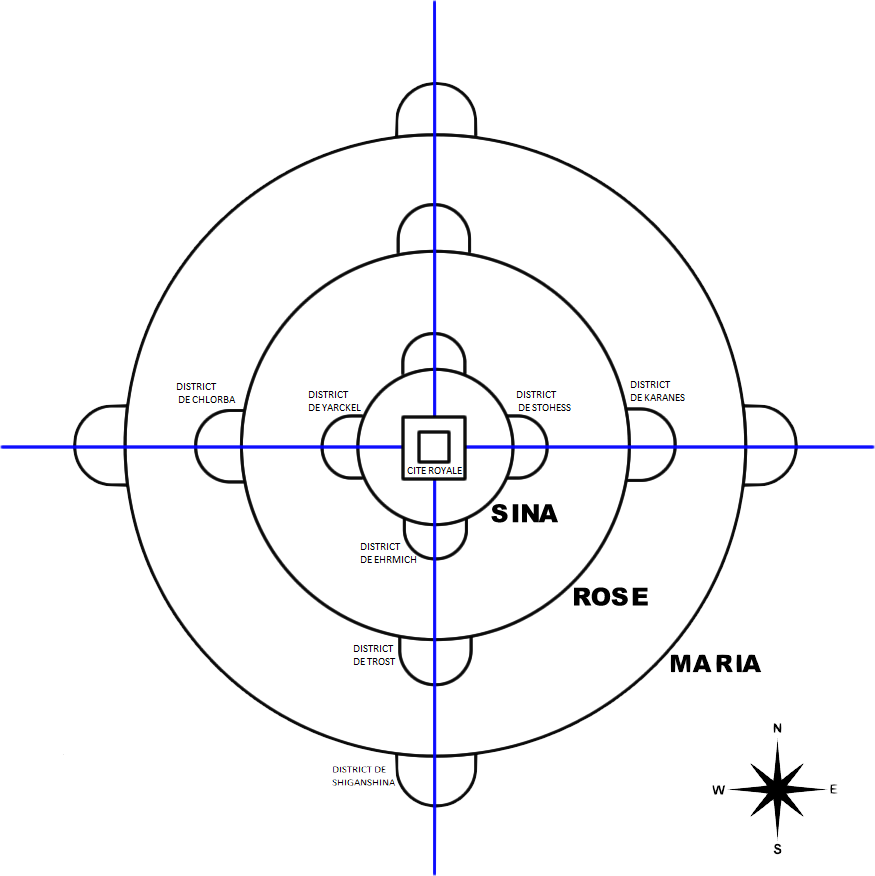
Plan aérien des trois murs dans l'attaque des titans.

- Dans l'œuvre L'Attaque des Titans, trois murs géants se tiennent en cercle autour du "dernier bastion de l'humanité" les protégeant de créatures humanoïdes également géantes, les titans.

Ces 3 édifices entoure chacun des zones de civilisation nommés districts, (se référencer au plan à gauche) ils ont chacun un nom; le mur Maria, le plus large des trois, contient le district de Shiganshina, puis le mur Rose, contenant lui quatre districts, et enfin, au centre, le mur Sina renferme quatre districts, ainsi que la ville souterraine et la capitale royale (Mitras).
L'histoire fait évoluer premièrement les personnages à l'intérieur de ces derniers, représentant alors un barrière infranchissable qui pousse le lecteur ainsi que les protagonistes, à se questionner sur leurs origines, et sur le monde se trouvant au delà. Se pourrait-il que les personnages changent leurs point de vue envers ces édifices ?

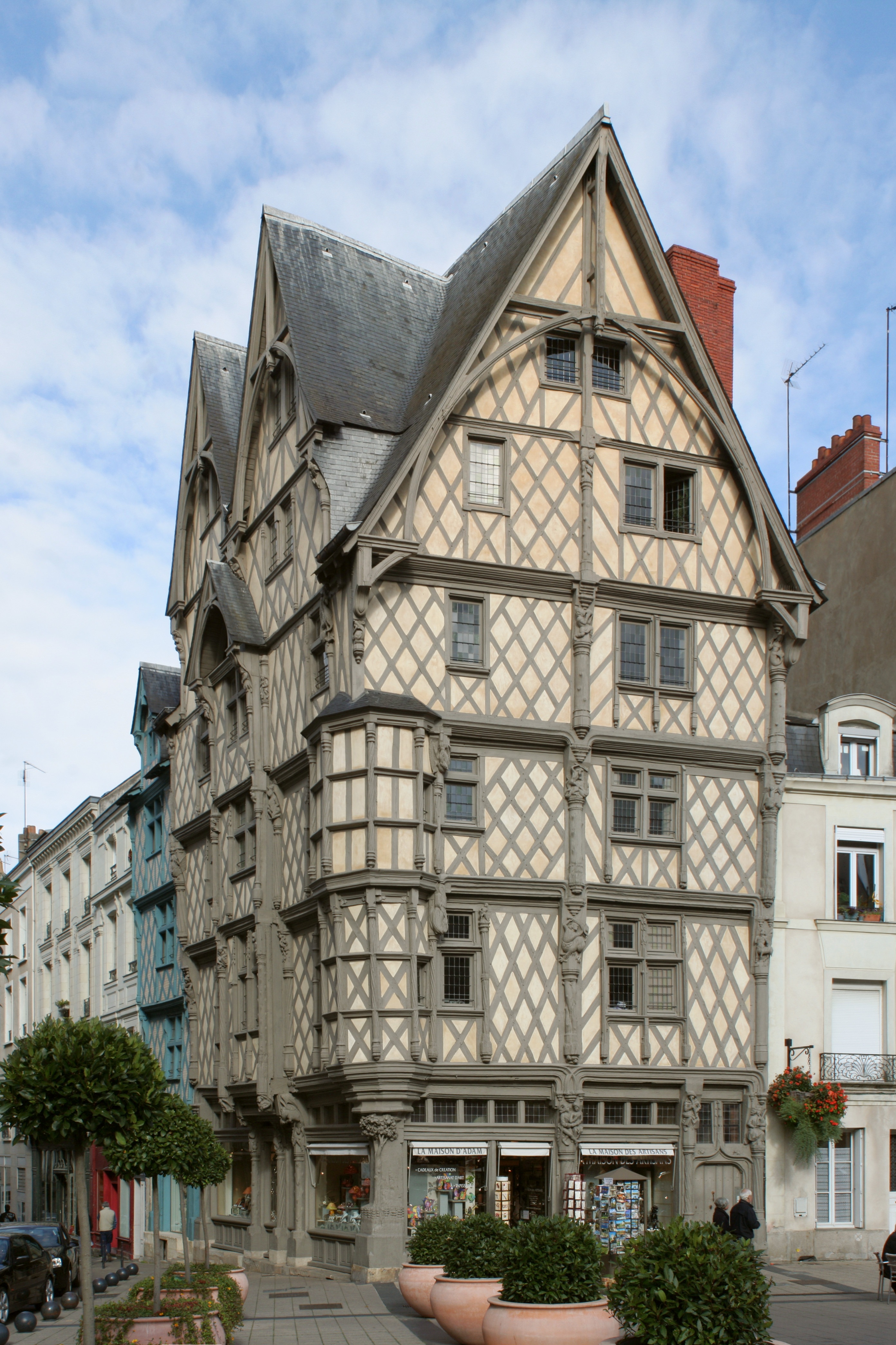
La maison d'Adam d'Angers est une maison gothique en pan de bois de la fin du Moyen Âge, les murs sont en colombage constitué d'une structure en charpente de bois avec des espaces remplis de torchis.